# Yonghe-Tempel
| Tibetische Bezeichnung                                |
| ----------------------------------------------------- |
| Tibetische Schrift: ༄༅༎དགའ་ལྡན་བྱིན་ཆགས་གླིང།              |
| Wylie-Transliteration: dga’ ldan byin chags gling     |
| Offizielle Transkription der VRCh: Gandain Qinqagling |
| THDL-Transkription: Ganden Jinchakling                |
| Chinesische Bezeichnung                               |
| Traditionell: 雍和宮                                  |
| Vereinfacht: 雍和宫                                   |
| Pinyin:Yōnghégōng                                     |

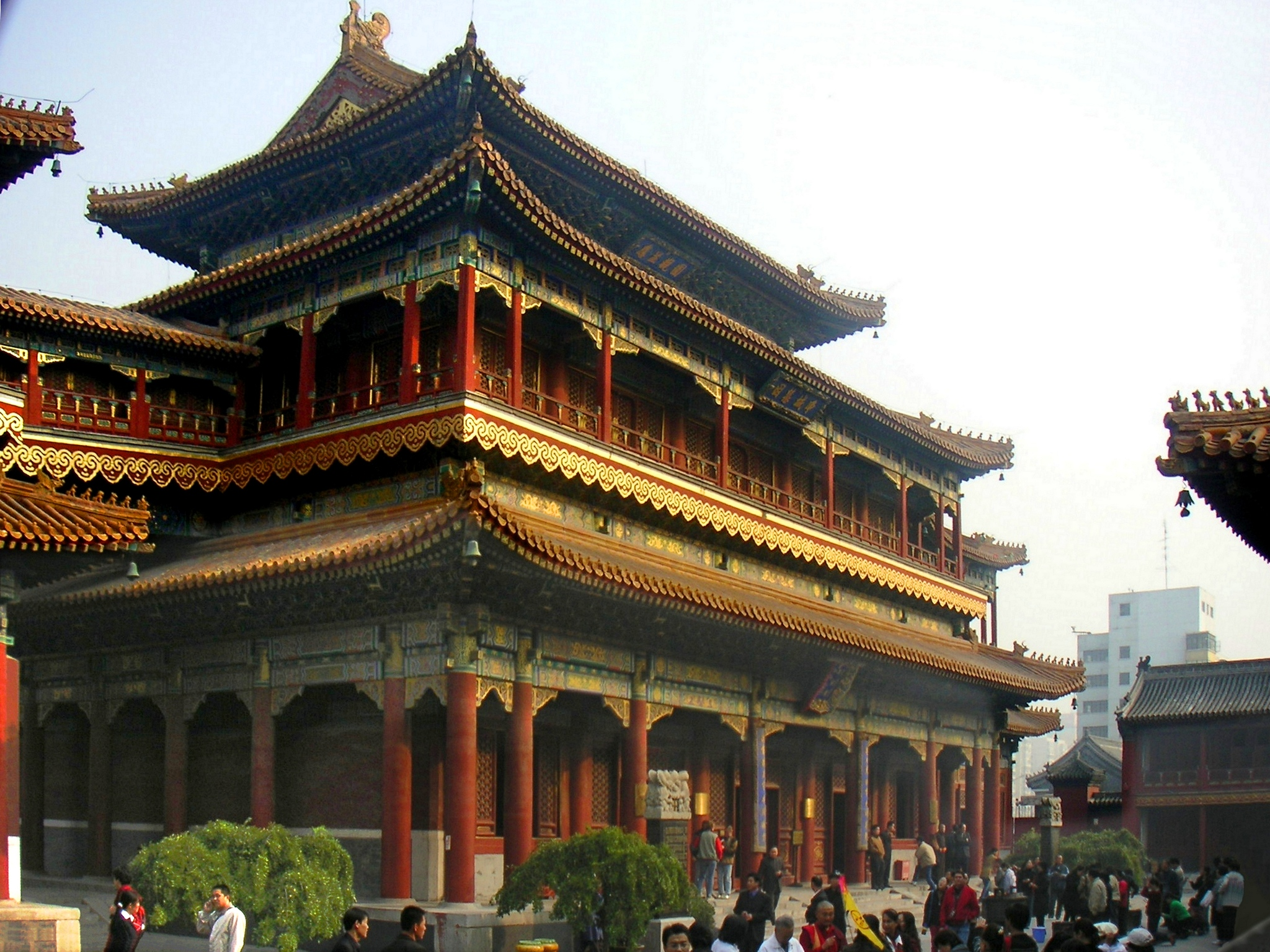
Halle des Unendlichen Glücks (Wanfuge)

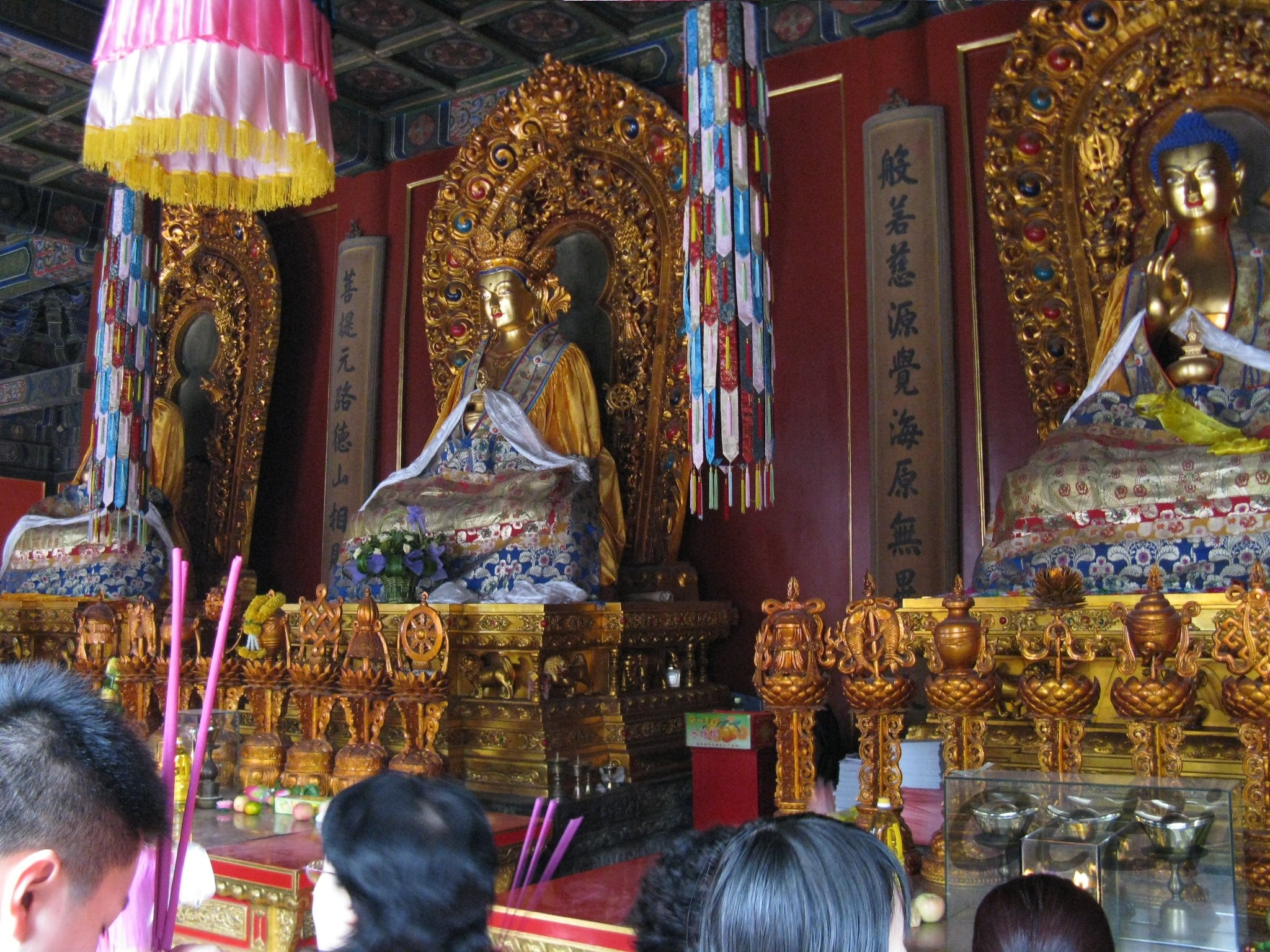
Lamatempel (Yonghegong) – Innenansicht einer der Räume

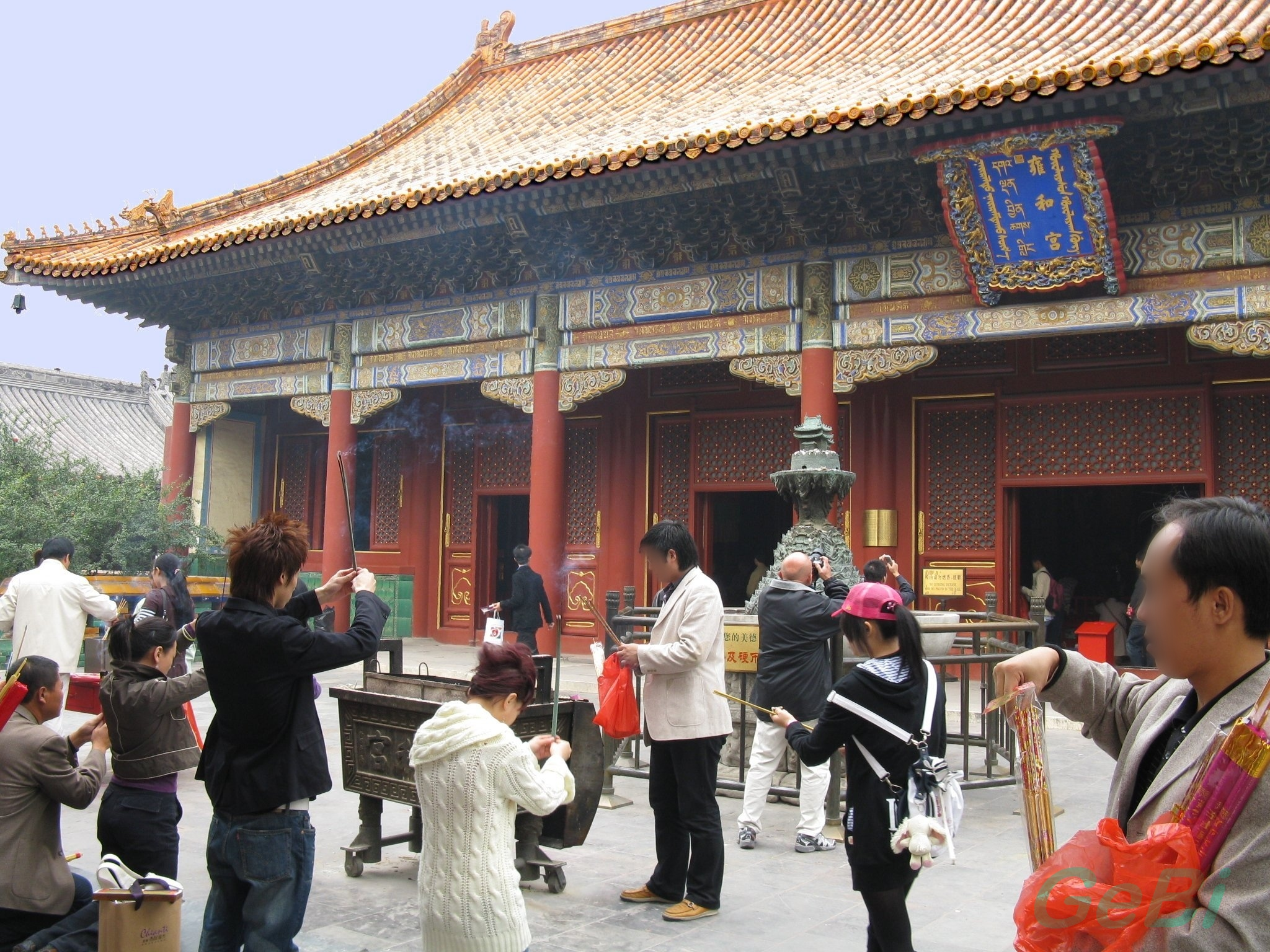
Vorplatz der "Yonghegong-Halle"

Der Yonghe-Tempel (chinesisch 雍和宫, Pinyin Yōnghégōng, wörtlich: Palast des Friedens und der Harmonie) in Peking, ist die ehemalige Residenz des Prinzen Yinzhen, welche 1744 unter Kaiser Qianlong zu Ehren seines Vaters in einen lamaistischen Tempel umgebaut wurde, ist dieser umgangssprachlich daher auch als der Lamatempel bekannt.

## Bedeutung
Er ist einer der größten lamaistischen Tempel außerhalb Tibets und gilt als die am besten restaurierte Tempelanlage Pekings. Die in Nord-Süd-Richtung ausgerichtete Anlage besteht aus einem Ziergarten, mehreren Innenhöfen und verschiedenen Hallen. Als Höhepunkt gilt die Halle des Unendlichen Glücks (chin. 萬福閣 / 万福阁 Pinyin Wànfúgé), in welcher eine 18 Meter hohe, aus einem einzigen Sandelholzbaum geschnitzte Statue des Buddha Maitreya steht. Der Stamm des Ursprungsbaums ist 26 m hoch, 8 m davon in die Tiefe gesetzt. Diese Statue war ein Geschenk von Kelsang Gyatsho, dem 7. Dalai Lama, an Kaiser Qianlong.